# Česká Dlouhá
Česká Dlouhá (německy Böhmisch Wiesen) je vesnice ležící na obou březích řeky Svitavy, v těsném sousedství s Moravskou Dlouhou a Březovou nad Svitavou. Katastrální území České Dlouhé má rozlohu 168,34 hektarů, v současnosti tvoří součást (k. ú. a ZSJ) města Březová nad Svitavou. Původně se jednalo o čistě český katastr, ale na jaře roku 1949 došlo k úpravám katastrální hranice České Dlouhé s Muzlovem a Březovou nad Svitavou a tak v současnosti Česká Dlouhá zasahuje i na Moravu. Na levém břehu řeky Svitavy se na bývalém ostrově nachází někdejší mlýn s číslem popisným 374 o kus dál na jih se u mostu přes Svitavu nachází další někdejší mlýn s číslem popisným 335.
V České Dlouhé se nachází zastávka Březová nad Svitavou-Dlouhá na železniční trati Brno – Česká Třebová; do prosince 2009 nesla název Dlouhá.

## Historie obce
Česká Dlouhá je pod názvem Langendorf (česky Dlouhá Ves) zmíněna společně s obcí Hinterwasser (Zářečí) v roce 1437 v dokumentu patřící k Banínskému Svatému Tělu. Původně se jednalo o obec německých kolonistů, patřící ke hřebečské jazykové oblasti. Vesnice leží na severovýchodním okraji bývalého Svojanovského panství. Podle přídělu z roku 1579, byl vesnici přidělen podíl půdy. Od Moravské Dlouhé odděloval Českou Dlouhou pz největší části mlýnský náhon, jenž byl ve druhé polovině 20. století zasypán, méně něž polovinu společné hranice tvořilo koryto řeky Svitavy. V České Dlouhé bylo na řece Svitavě provozováno několik mlýnů a patřilo k ní několik obdělávaných polí. Z důvodů využívání vodní energie statkáři ze sousedních moravských obcí Březové nad Svitavou a Muzlova zde probíhaly velké spory mezí Svojanovským panstvím a Olomouckým Biskupstvím. Spory začaly rozhodčím nálezem v roce 1501, které rovněž řešily otázku využití vodní energie. Česká Dlouhá byla v roce 1930 obcí v politickém okrese Polička a žilo v ní 284 obyvatel, z toho 216 německých. Na jaře roku 1949 došlo k úpravě katastrální hranice se sousedním Muzlovem, při níž Česká Dlouhá získala dům s moderním číslem popisným 350, který se stal nakonec posledním domem z původní obce Muzlova. K 17. prosinci 1950 byla Česká Dlouhá výnosem okresního národního výboru ve Svitavách z 8. února 1950 sloučena se sousední obcí Muzlovem (k níž patřila i Moravská Dlouhá) v jednu obec pod názvem Dlouhá. Od roku 1960 byla tato nová obec součástí Březové nad Svitavou, s níž poté v letech 1976 – 1990 náležela k Brněnci .

### Historie papírny
Papírna na řece Svitavě v České Dlouhé je poprvé doložena nálezem papíru s datem 7. května 1663 v Moravském zemském archívu v Brně. Prvním (známým) papírníkem byl Tobiáš Fetschker. Následující zprávu o činnosti papírny podává Bohuslav Balbín v roce 1679. V roce 1746 zasílá Krajský úřad v Chrudimi, zprávu o následující výrobě: 125 rysů velkého kancelářského papíru, 334 rysů obyčejného kancelářského papíru, 130 rysů konceptního papíru, 150 rysů hrubého papíru a 74 balíků papíru. Do roku 1851 budovu papírny měl v držení Karel Steigler, ale pravděpodobně poslední tři roky již papír nevyráběl. Kolem roku 1885 byla budova přeměněna v obilní mlýn. Roku 1924 poslednímu majiteli p. Zábrodskému budova vyhořela.

## Naučná stezka
Naučná stezka Údolím řeky Svitavy, začínající v blízkosti železniční zastávky Březová nad Svitavou-Dlouhá. Třináct zastávek zavede cestovatele k rozhledně Járy Cimrmana nad městem Březová nad Svitavou dále k jeskyním Čertovy díry, lomu nad Brněncem s výhledem na obec a zpáteční cesta je zavede do Březové nad Svitavou.